# Agustina de Aragón (pel·lícula de 1929)
Agustina de Aragónés una pel·lícula espanyola en blanc i negre i muda del 1929 produïda per un grup de aragonesos que van contractar a Florián Rey perquè portés a la pantalla la gesta de l'heroïna Agustina d'Aragó durant el setge de Saragossa a la guerra del francès. D'escàs pressupost, es van suprimir les grans escenes bèl·liques, la major part de les quals foren suggerides. Es van rodar dos negatius, per a dos galants diferents: José María Alonso Pesquera i Manuel San Germán. Va suposar la consagració de Marina Torres després d'una llarga sèrie de pel·lícules on no va tenir tant de ressò. Rodada a Barcelona, Madrid, Sigüenza, Saragossa.

## Repartiment
- Santiago Aguilar
- José María Alonso Pesquera
- Adolfo Bernáldez
- María Luz Callejo
- Fernando Fernández de Córdoba
- Alfredo Hurtado
- José María Jimeno
- Ramón Meca
- Jesús Peña
- Carlos Rufart
- Manuel San Germán
- Alfonso Solá
- Marina Torres